# Orudiza columbaris
Orudiza columbaris är en fjärilsart som beskrevs av Butler 1889. Orudiza columbaris ingår i släktet Orudiza och familjen Uraniidae. Inga underarter finns listade i Catalogue of Life.